# EIF3K
EIF3K‏ (Eukaryotic translation initiation factor 3 subunit K) هوَ بروتين يُشَفر بواسطة جين EIF3K في الإنسان.

## الوظيفة
عامل البدء الحقيقي 3 (eIF3) الذي يبلغ وزنه حوالي 800 كيلو دالتون هو أكبر عامل بدء حقيقي ويحتوي على 12 وحدة فرعية على الأقل، بما في ذلك eIF3k/EIF2S12. يلعب eIF3 دورًا أساسيًا في الترجمة من خلال الارتباط مباشرة بالوحدة الفرعية الريبوسومية 40S وتعزيز تكوين مجمع ما قبل البدء 43S.

## التفاعل
لقد ثبت أن eIF3k يتفاعل مع Cyclin D3 و eIF3a.